# Стефан Філіпович
Стефан Філіпович (нар. 18 січня 1987) — чорногорський співак.

## Біографія
Народився в Подгориці Чорногорія. З дитинства неодноразово брав участь у різних пісенних конкурсах і фестивалях, нерідко займаючи призові місця.
У 2006 він займає 4 місце на фестивалі в Будві з композицією «Ја могао бих све» иотримує приз як найкращий новий співак. Пізніше бере участь у фестивалі в Зреньяне з «Не умијем зивјети», зайнявши 3 місце і приз «Нове Обличчя фестивалю». В 2008 вибраний представляв Чорногорію на конкурсі пісні Євробачення 2008 з піснею «Заувијек Волим Те» (Я назавжди полюбив тебе).

## Сингли
- Зујалица
- Ђеде Перо што је ово
- Деца имају право
- Рингеринге раја
- Ја Могао Бих Све
- Не Умијем
- За Њу
- Шећер и Воће
- Не Могу Без Тебе
- Небо и Море
- Заувијек волим те